# John Whittaker
John Whittaker (Oldham, 7 giugno 1945) è un economista e politico britannico, ex membro del Parlamento europeo per la regione dell'Inghilterra nord-occidentale, per il Partito per l'Indipendenza del Regno Unito.

## Biografia
Whittaker ha studiato fisica atomica e ha conseguito una laurea e un dottorato in fisica a Londra, nonché una laurea in economia a Città del Capo. È stato un economista a partire dagli anni '80. Ha ricoperto incarichi di insegnamento presso l'Università di Città del Capo per diversi anni, oltre a conferenze per gli ospiti presso la City University Business School e la Nottingham University.
Dal luglio 2004  al luglio 2009 è stato membro del Parlamento europeo. Nel 2006 era presidente del Partito per l'Indipendenza del Regno Unito. Gli successe come presidente Paul Nuttall nel 2008. Insegna all'Università di Lancaster International Money and Banking nel Dipartimento di Economia. I suoi principali interessi di ricerca e insegnamento riguardano la politica monetaria e la macroeconomia e si è interessato in modo particolare ai problemi associati alla moneta unica.